# Stuart Point
Der Stuart Point ist eine Landspitze an der Banzare-Küste des ostantarktischen Wilkeslands. Sie liegt auf der Ostseite der Einfahrt zur Maury Bay.
Eine erste Kartierung nahm der US-amerikanische Kartograf Gardner Dean Blodgett anhand von Luftaufnahmen der US-amerikanischen Operation Highjump (1946–1947) vor. Das Advisory Committee on Antarctic Names benannte die Landspitze 1955 nach Frederick Donald Stewart [sic!] (1814–1878), Bediensteter des Kapitäns auf der Sloop Peacock während der United States Exploring Expedition (1838–1842) unter der Leitung des Polarforschers Charles Wilkes.